# Floridsdorfer AC
Floridsdorfer Athletiksport-Club (normalt kendt som Floridsdorfer AC) er en østrigsk fodboldklub fra Wien bydellen Floridsdorf. Klubben spiller i 2. Liga, og har hjemmebane på FAC-Platz. Klubben blev grundlagt i 1904.